# Semiothisa cacavena
Semiothisa cacavena là một loài bướm đêm trong họ Geometridae.